# Braquage temporel
Braquage temporel (Time Heist) est le cinquième épisode de la huitième saison de la deuxième série de Doctor Who, diffusé sur BBC One le 20 septembre 2014.

## Accroche
Le Docteur et Clara sont recrutés par un mystérieux « Architecte » pour braquer la banque Karabraxos. Celle-ci, réputée inviolable, est gardée par une créature terrifiante, le Caissier.

## Distribution
- Peter Capaldi : Douzième Docteur
- Jenna Coleman : Clara Oswald
- Samuel Anderson : Danny Pink
- Jonathan Bailey : Psi
- Pippa Bennett-Warner : Saibra
- Keeley Hawes : Ms. Delphox / Karabraxos
- Trevor Sellers : Mr. Porrima
- Ross Mullan : Le Caissier
- Mark Ebulue : Garde
- Junior Laniyan : Client en costume

### Version française
- Version française - Dubbing Brothers
- Adaptation - Chantal Bugalski
- Direction artistique - David Macaluso
- Chargée de production - Jennifer Harvey
- Mixage - David Macaluso

Avec les voix de
- Esther Aflalo - Courtney
- Maia Baran - Saibra
- Bruno Bulté - Matthew
- Fred Nyssen - Danny
- Philippe Résimont - le Docteur
- Marielle Ostrowski - Clara
- Colette Sodoyez - Mademoiselle Delphox

## Résumé
Le Docteur essaie de convaincre Clara de l'accompagner pour une balade à bord du TARDIS mais elle est sur le point de se rendre à un rendez-vous avec Danny Pink. Alors qu'elle part, le téléphone du TARDIS sonne, bien que très peu d'êtres dans l'Univers aient accès à ce numéro. Le Docteur décroche le téléphone, et soudainement ils se retrouvent tous les deux dans une salle, ayant perdu la mémoire, en compagnie de deux autres personnes : Psi, un pirate informatique au cerveau augmenté, et Saibra, une humanoïde mutante aux capacités de métamorphe ; tous deux souffrent également d'amnésie. Ils sont tous stupéfaits de découvrir qu'ils ont perdu la mémoire de leur plein gré. Une valise sur la table s'ouvre pour révéler les plans de "L'Architecte", qui leur donne les instructions pour s'attaquer à la banque Karabraxos, le coffre-fort le plus inexpugnable de l'Univers avec de nombreux niveaux de sécurité. Psi télécharge les données de la valise puis le groupe s'enfuit de la salle alors que des gardes viennent les exterminer. Isolés, sans le TARDIS, et sans mémoire de la raison pour laquelle ils ont accepté de cambrioler la banque et d'effacer leur mémoire, l'équipe accepte de suivre les instructions de l'Architecte.
Ils atteignent le hall principal de la Banque, Saibra utilisant l'identité d'un de ses clients pour y parvenir. Ils assistent à la mise à mort d'un autre client, accusé par le chef de la sécurité, Mme Delphox, d'avoir tenté de déposer une grande quantité de fausse monnaie à la banque. Celui-ci a son cerveau scanné et transformé en "soupe" par un Caissier, un extra-terrestre aux puissantes capacités psychiques qui est censé être le dernier de son espèce. Le Docteur, Clara, Psi et Saibra continuent avec réticence à suivre le plan de l'Architecte, trouvant d'autres valises avec des objets utiles déposés par l'Architecte alors qu'ils avancent vers les coffres-forts principaux. À un moment donné, ils trouvent six appareils dont le Docteur dit ignorer le but. Saibra, qui a confié au Docteur la malédiction de sa condition de métamorphe, qui l'empêche de toucher quiconque de peur de se transformer en la personne touchée, sait qu'il ment, mais n'aborde plus le sujet. Une partie du plan les fait passer près de la cage où le Caissier est conservé en quasi-hibernation, mais il se connecte aux ondes cérébrales de Clara. Le Docteur aide Clara à se délivrer de l'emprise du Caissier et le groupe s'enfuit de la salle, mais Saibra est prise par le Caissier. Le Docteur lui donne un des appareils, lui disant que c'est un désintégrateur atomique, une façon plus humaine de mourir que le scan cérébral du Caissier. Elle active l'appareil et disparaît. Psi, qui souffre d'une perte de mémoire volontaire à la suite d'un interrogatoire de police, pour protéger ceux qu'il aime, est très choqué de la réaction très détachée du Docteur après cette mort.
Tandis que tous trois continuent leur progression vers le coffre-fort, ils s'aperçoivent que Mme Delphox a libéré le Caissier pour le lancer à leur poursuite. Psi reste en arrière pour ouvrir le coffre-fort, mais quand Clara est acculée par le Caissier il télécharge les souvenirs de tous les grands criminels de l'histoire dans son cerveau et s'offre pour distraire le Caissier. Une fois que Clara est en sécurité, il choisit d'avoir recours lui aussi à un des désintégrateurs. Le Docteur et Clara atteignent finalement les coffres-forts principaux, et, alors qu'une tempête solaire commence à frapper la surface de la planète, le Docteur comprend qu'il s'agissait d'un casse temporel - afin de les ramener au coffre-fort au moment précis où l'activité solaire ferait en sorte que le coffre fort s'ouvrirait automatiquement. Ils trouvent les deux coffres indiqués par l'Architecte, l'un contenant un appareil capable de restaurer la mémoire de Psi, et l'autre un composé chimique pour stabiliser la génétique de Saibra. Cependant, alors qu'ils recherchent l'emplacement final du coffre-fort (dans le coffre privé), ils sont capturés par Mme Delphox, qui, ainsi que le constate le Docteur, vit dans la terreur de déplaire à son employeur, le directeur Karabraxos. Elle laisse les objets volés et part, ordonnant à ses gardes de les tuer. Le Docteur et Clara sont surpris quand les gardes s'avèrent être Saibra et Psi - les désintégrateurs étaient en fait des téléporteurs. Le Docteur leur donne les objets du coffre comme paiement, mais comprend qu'il leur faut encore trouver le coffre privé. Psi les conduit vers les profondeurs de la banque tandis que la tempête s'intensifie à la surface.
Au coffre privé, ils découvrent qu'il s'agit des appartements de la directrice Karabraxos, entourée de trésors venus de tous les coins de la galaxie. Ils sont choqués de réaliser que Karabraxos a exactement le même aspect que Mme Delphox, qui est en fait un clone de Karabraxos. Irritée par l'échec de Delphox, la directrice donne l'ordre qu'elle soit licenciée, puis incinérée. Surpris qu'elle ne voit pas de problème à envoyer ses propres clones à la mort, le Docteur comprend soudain la connexion entre le dédain de Karabraxos pour ses clones et sa propre haine de l'Architecte. Une inspiration frappe le Docteur, et il écrit le numéro de téléphone du TARDIS, et qu'il voyage dans le temps, sur un morceau de papier et le donne à Karabraxos, qui remplit avec hâte sa valise de trésors avant que la tempête ne dévaste la banque. Elle quitte le coffre, mais le Docteur lui répète de l'appeler si elle a le moindre regret. Peu de temps après son départ, le Caissier survient, et le Docteur le convainc qu'il n'est plus le prisonnier de la banque, et le supplie de scanner son esprit pour retrouver les souvenirs qui y ont été bloqués.
Le Docteur a ainsi la confirmation de ce qu'il soupçonnait : il a lui-même organisé le casse en prenant l'identité de l'Architecte, posant les valises avec les dispositifs tout le long du chemin, à la suite de l'appel d'une Mme Karabraxos mourante. Le casse n'avait pour autre but que de réaliser le dernier souhait de Karabraxos : libérer la femelle Caissier qu'elle retenait prisonnière afin de contrôler le Caissier. Le Docteur a également prévu le moyen de fuir la planète malgré la tempête solaire qui perturberait le TARDIS grâce à six téléporteurs (pour lui-même, Clara, Psi, Saibra et les deux Caissiers). Il emmène ensuite les deux derniers Caissiers sur une planète isolée, loin de toute espèce capable de penser, avant de ramener Clara à temps pour son rendez-vous avec Danny.

## Continuité
- Au début de l'épisode, lorsque le téléphone du TARDIS sonne, le Docteur fait une nouvelle fois référence à la femme qui a donné le numéro du TARDIS à Clara dans l'épisode « Enfermés dans la toile», tout comme dans « En apnée».
- On retrouve dans cet épisode les vers de mémoire, qui étaient déjà apparus dans l'épisode « La Dame de glace».
- Lorsque le Caissier s'en prend au Docteur, ce dernier parle d'un nœud papillon et d'une grande écharpe, objets fétiches, respectivement, des onzième et quatrième Docteurs.
- Lorsque Psi cherche à attirer l'attention du Caissier, il scanne différents criminels célèbres. Durant ces quelques secondes on peut voir : un Sensorite (« The Sensorites », 1964), un Terileptil (« The Visitation », 1982), un Slitheen, un Guerrier des Glaces, le chasseur de « La Ville de la miséricorde », le Capitaine John Hart de Torchwood, Androvax, le Trickster de The Sarah Jane Adventures et Abslom Daak (un ennemi récurrent des Daleks, dans les comic books de Doctor Who parus dans Doctor Who Magazine).

## Fuite avant diffusion
Le script complet de cet épisode et de quelques autres de la série 8 a été mis en ligne début juillet 2014 à la suite d'une erreur de la filiale BBC Miami. Celle-ci avait mis les fichiers sur un serveur accessible de l'extérieur, où les fichiers pouvaient être indexés par les moteurs de recherche. À la fin du mois d'août, une vidéo de travail en noir et blanc de l'épisode complet provenant de la même source a été mise en ligne.

## Diffusion
En France, l'épisode diffusé le 3 avril 2015 à 20 h 35 sur France 4 a été suivi par 344 000 téléspectateurs soit 1,4 % de parts de marché.

## Futilités
Dans Avengers: Endgame, Scott Lang (Ant-Man) fait allusion à l'épisode en nommant leur voyage temporel de la même façon.